# Cerimetrie
Die Cerimetrie ist ein chemisches  Analyseverfahren zur  quantitativen Bestimmung von Reduktionsmitteln.

## Prinzip
Während einer Titration werden Cer(IV)-Verbindungen durch ein Reduktionsmittel zu Cer(III)-Verbindungen reduziert:
{\displaystyle \mathrm {Ce^{4+}+e^{-}\longrightarrow Ce^{3+}} }
Bei der zu bestimmenden Substanz handelt es sich entweder selbst um ein Reduktionsmittel oder sie wurde zuvor durch eine chemische Reaktion in ein solches überführt.

## Verwendete Maßlösungen
Das Europäische Arzneibuch verwendet für die Gehaltsbestimmung, beispielsweise von Paracetamol, Cer(IV)-sulfatlösung. Es sind jedoch auch andere Cer(IV)-Salzlösungen üblich, z. B. das Ammoniumcer(IV)-sulfat oder das als Urtitersubstanz für Redoxtitrationen eingesetzte Ammoniumcer(IV)-nitrat.

### Einstellung der Maßlösungen
Das Europäische Arzneibuch schreibt vor, als Urtiter zur Einstellung von Cer(IV)-Maßlösungen Kaliumiodid im Überschuss zuzusetzen und das daraus entstandene Iod mit Natriumthiosulfat zurück zu titrieren (siehe Iodometrie).
Arsen(III)-oxid eignet sich ebenfalls als Urtiter, da es in alkalischer Lösung zu Arsenit reagiert, das von Cer(IV) quantitativ zu Arsenat oxidiert wird. Wegen der Giftigkeit der Arsenverbindungen ist von deren Nutzung jedoch abzuraten.

## Indikation des Endpunktes
Die Indikation des Endpunktes erfolgt elektrochemisch oder durch einen Redoxindikator wie beispielsweise Ferroin. Das im Ferroin-Komplex enthaltene Eisen(II) wird hierbei zu Eisen(III) oxidiert, wobei sich dessen Farbe von rot nach blau ändert.

## Cerimetrische Gehaltsbestimmung von Paracetamol
Paracetamol wird mit verdünnter Schwefelsäure erhitzt. Die Hydrolyse des Carbonsäureamids liefert 4-Aminophenol und Essigsäure. 
Nach Zugabe von Ferroinlösung und verdünnter Salzsäure wird mit Cer(IV)-sulfatlösung titriert, dabei wird Parahydroxyanilin zu Parachinonimin oxidiert.
Am Umschlagpunkt von Ferroin entsprechen zwei Äquivalente Ce4+ einem Molekül Paracetamol.